# Брезовиця-при-Градині
Брезовиця-при-Градині (словен. Brezovica pri Gradinu) — поселення в общині Копер, Регіон Обално-крашка, Словенія. Висота над рівнем моря: 460,7 м.